# RS04
Der RS04 (auch als RS04/30 und RS30 bezeichnet) ist ein Traktor in Blockkonstruktion. Er wurde, nachdem bereits 1950 mehrere Vorserienfahrzeuge in Schönebeck entstanden waren, als Ersatz für den Aktivist und die Brockenhexe von 1953 bis 1956 in 7574 Exemplaren im VEB Schlepperwerk Nordhausen gebaut. Im Gegensatz zu den anderen Traktoren erhielt er keinen Markennamen. Abgelöst wurde der RS04 später vom RS14/30.

## Technik
Der Schlepper ist in rahmenloser Blockbauweise mit hinterer Portalachse und einer vorderen Pendelachse mit Blattfeder gefertigt. Als Motor kommt der wassergekühlte Zweizylindervorkammerviertaktdieselmotor EM 2-15 zum Einsatz, der aus rund 3 Litern Hubraum bei 1500 min−1 eine Leistung von 22 kW schöpft. Angelassen wird der Motor mit einem elektrischen Anlasser und Dekompressionseinrichtung. Der Traktor hat im Gegensatz zum RS03 eine Schwingenhydraulik für Anbaugeräte. Als Bremse dient eine mechanische Innenbackenbremse, die nur auf die Hinterräder wirkt. Die vordere Zapfwelle läuft mit Motordrehzahl, die hintere Zapfwelle läuft bei Motornenndrehzahl mit 540 min−1. Beide können manuell zugeschaltet werden. Zusätzlich gibt es noch eine Riemenscheibe mit 280 mm Durchmesser, die mit 1400 min−1 läuft. Das Getriebe ist ein manuelles Fünfganggetriebe mit Kriechgang. Die Kraft wird darauf vom Motor über eine Einscheibentrockenkupplung vom Typ Pf 20 übertragen. Gelenkt wird mit Rosslenkung.

### Technische Daten
- Länge: 3500 mm
- Breite: 1600 mm
- Höhe: 2400 mm
- Spurweiten: 1250 - 1375 - 1500 mm
- Bodenfreiheit: 470 mm
- Gewicht: 2500 kg
- Radstand: 2000 mm
- Motor: Dieselmotor EM 2-15

- Vorkammermotor, Viertakt, Zweizylinder, Reihe
- Bohrung × Hub, Hubraum: 115 × 145 mm, 3012 cm³
- Verdichtungsverhältnis: 17,5:1
- Leistung: 22 kW bei 1500 min−1
- Drehmoment bei Nenndrehzahl: 140,5 Nm bei 1500 min−1
- Treibstoffverbrauch: 320 g/kWh

- Getriebe: Fünfganggetriebe + Kriechgang

- 1. Gang = 3,80 km/h / 2. Gang = 5,25 km/h / 3. Gang = 7,05 km/h / 4. Gang = 11,45 km/h / 5. Gang = 18,97 km/h / R–Gang = 4,74 km/h

- Zugkraft: Maximal 15,3 kN im 1. Gang
- Kupplung: Einscheibentrockenkupplung Renak Pf 20
- Achslast vorne: 830 kg / hinten: 1770 kg
- Anlasser: 24 V, 2942 W